# 拟盘鮈碘泡虫
拟盘鮈碘泡虫（学名：Myxobolus paradiscogobie）为碘泡科碘泡虫属的动物。在中国，分布于云南等，营寄生生活，寄生在云南盘鮈的肾、膀胱、肠系膜。